# Oligomenthus
Genre
Oligomenthus est un genre de pseudoscorpions de la famille des Menthidae.

## Distribution
Les espèces de ce genre se rencontrent en Argentine et au Chili.

## Liste des espèces
Selon Pseudoscorpions of the World (version 3.0) :
- Oligomenthus argentinus Beier, 1962
- Oligomenthus chilensis Vitali-di Castri, 1969

## Publication originale
- Beier, 1962 : Pseudoscorpionidea. Biologie de l'Amérique australe, études sur la faune du sol, éditions du Centre National de la Recherche Scientifique, vol. 1, p. 131-137.